# Whenever God Shines His Light
«Whenever God Shines His Light» es una canción del músico norirlandés Van Morrison a dúo con Cliff Richard publicada en el álbum de 1989 Avalon Sunset y como sencillo el mismo año.
Morrison y Richard interpretaron la canción a dúo para el programa de televisión británico Top of the Pops. El sencillo alcanzó el puesto 20 en las listas británicas.
"Whenever God Shines His Light" fue publicado en los álbumes recopilatorio de 1990 The Best of Van Morrison y de 2007 Still on Top - The Greatest Hits, además de en el video de 1990 Van Morrison The Concert.

## Personal
- Van Morrison: guitarra y voz
- Cliff Richard: voz
- Arty McGlynn: guitarra
- Neil Drinkwater: piano
- Steve Pearce: bajo
- Roy Jones, Dave Early: batería y percusión